# Václav Šmejkal
Václav Šmejkal (* 2. června 1909, Praha, Rakousko-Uhersko – 16. května 1983, Praha, Československo) byl český pedagog, bibliofil a politický vězeň.

## Život
Narodil se 2. června 1909 na Ferdinandu a Růženě Šmejkalovým. Měl dva mladší bratry. Otec Ferdinand za první světové války narukoval do armády a stal se nezvěstným. Matka Růžena musela tvrdě pracovat, aby své děti uživila. Václav Šmejkal maturoval na reálném gymnáziu v Praze-Žižkově a poté vystudoval matematiku a deskriptivní geometrii na Přírodovědecké fakultě Univerzity Karlovy.
Svou učitelskou dráhu Šmejkal zahájil na měšťance v Trmicích. Oženil se s Růženou Křikavovou, s níž měl dva syny. Při práci získal doktorát z přírodních věd. Psal básně a překládal Rilkeho, byl velmi aktivní v Sokole, ochotnickém divadle, červeném kříži a ve známém pěveckém sboru Foerster. Po mnichovské dohodě se rodina přestěhovala do Prahy. Druhou světovou válku Šmejkal strávil jako středoškolský učitel v Táboře. Po jejím skončení se stal ředitelem obnoveného reálného gymnázia v Ústí nad Labem. Zároveň působil jako kulturní referent města Ústí nad Labem. Staral se o obnovení činnosti městského divadla, rozhlasu, knihovny, muzea i archivu. Angažoval se také politicky, neboť byl oblastním důvěrníkem Československé strany národně socialistické.
Po únoru 1948 se Václav Šmejkal stal politickým vězněm. Poprvé byl odsouzen ve dnech 23.-24. září 1948 ve skupinovém politickém procesu, ve kterém bylo 22 osob (převážně profesorů a studentů reálného gymnázia) odsouzeno k celkem 101 letům vězení. Sám Šmejkal byl odsouzen k devítiletému trestu za neoznámení toho, že mu student ukázal protikomunistický leták. Část trestu strávil v pracovních táborech při uranových dolech. Roku 1958 byl odsouzen podruhé. Tentokrát k dvouletému trestu za sepsání textu a básní s tematikou vězeňství. Po propuštění se musel živit prací v dělnických profesích a až později mu bylo povoleno vrátit se k práci učitele. Ve volném čase psal učebnice a básně. Byl tajemníkem spolku českých bibliofilů. Roku 1969 byl rehabilitován. Zemřel 16. května 1983 v Praze. Pohřben je v Praze.

## Dílo
- Ostnatý drát (1968, 2014)
- Poezie za ostnatým drátem (1996)

## Připomínky

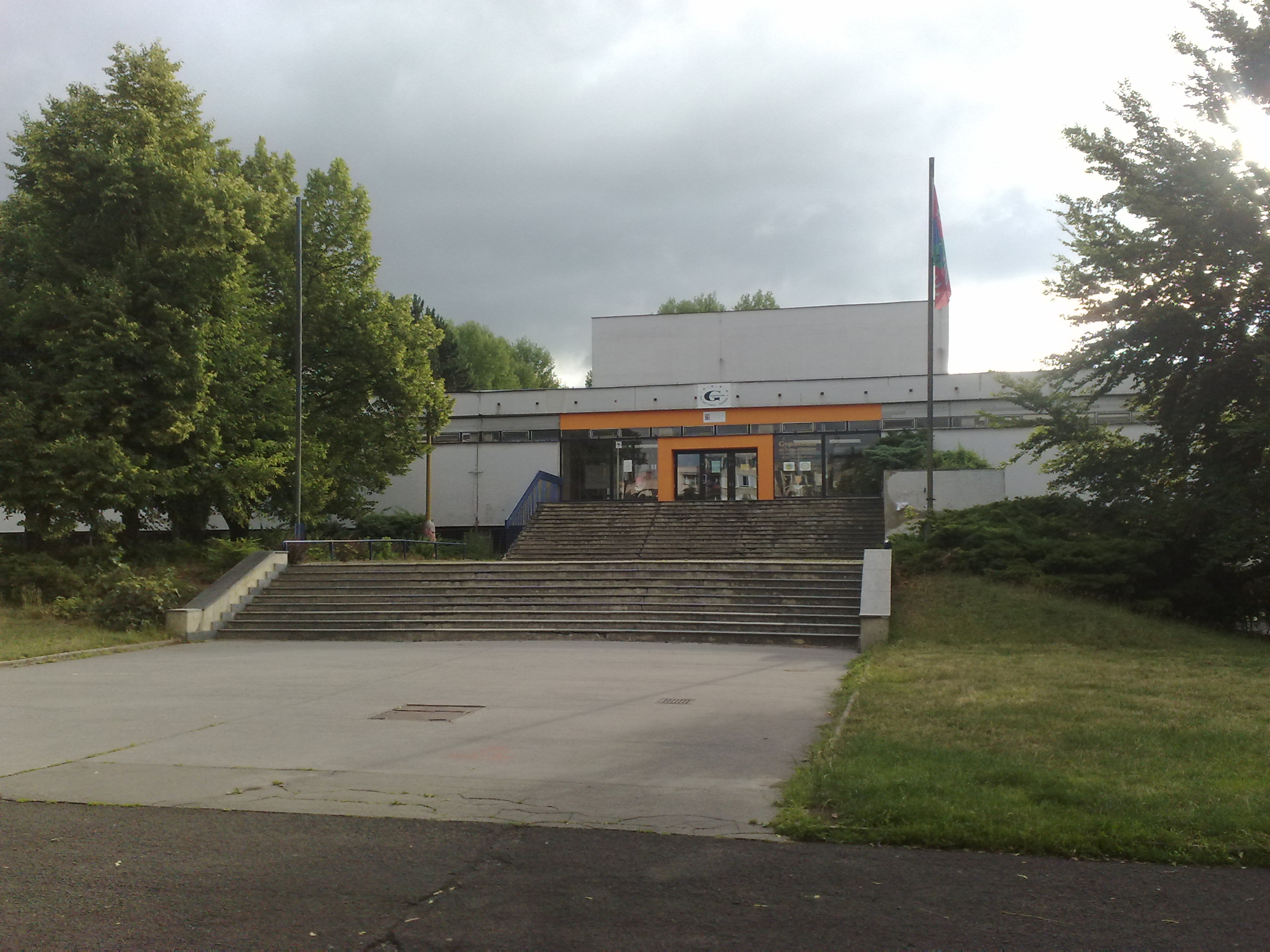
Gymnázium dr. Václava Šmejkala

Jméno Václava Šmejkala nese Gymnázium a Střední odborná škola v Ústí nad Labem. Ve vstupní chodbě gymnázia byla 5. října 2006 odhalena pamětní deska Václavu Šmejkalovi.